# Saison 1947-1948 du Football Club auscitain
La saison 1947-1948 du Football Club auscitain aurait pu être celle du retour du FC Auch dans l’élite du rugby français après son titre de champion de France honneur acquis la saison précédente contre Chambéry mais le club est devancé par Mazamet lors de la phase de brassage qui donne accès à la première division.
Le FCA retrouve donc l'honneur où il termine en tête de sa poule.
Escuder remplace Vincent Graule comme entraîneur.
Pour la première fois, une équipe Cadet est engagée en championnat.

## Les matchs de la saison
- Mazamet remonte en première division.

### À domicile
- Auch-Fumel
- Auch-Red Star
- Auch-Mazamet

### À l'extérieur
- Fumel-Auch
- Red Star-Auch
- Mazamet-Auch

À l'issue de cette poule se brassage, Auch reste en Honneur.
Il termine alors en tête de sa poule.

### À domicile
- Auch-Saint Jean de Luz
- Auch-Saint-Girons

### À l'extérieur
- Lannemezan-Auch
- Le Boucau-Auch

## Effectif
- Arrières :
- Ailiers :
- Centres :
- Ouvreur : René Monsarrat, Soulès
- Demis de mêlée :
- Troisièmes lignes centre :
- Troisièmes lignes aile :
- Deuxièmes lignes :
- Talonneurs :
- Piliers :